# Wiesław Zabłocki
Wiesław Zabłocki (ur. w 4 lutego 1949 w Dzierżoniowie, zm. 16 lipca 2019 w Warszawie) – polski specjalista w zakresie transportu, dr hab. inż.

## Życiorys
Syn Ludwika i Janiny. Uzyskał stopień doktora habilitowanego. Został zatrudniony na stanowisku adiunkta w Zakładzie Sterowania Ruchem Kolejowym, prodziekana ds. Studenckich, oraz profesora nadzwyczajnego Zakładu Sterowania Ruchem i Infrastruktury Transportu na Wydziale Transportu Politechniki Warszawskiej.
Pełnił funkcję członka Komitetu Transportu IV Wydziału Nauk Technicznych Polskiej Akademii Nauk.
Zmarł 16 lipca 2019, pochowany na cmentarzu Wolskim w Warszawie.

## Odznaczenia
- Medal Komisji Edukacji Narodowej[1]